# Mionochroma subnitescens
Mionochroma subnitescens är en skalbaggsart som först beskrevs av Pierre Émile Gounelle 1911.  Mionochroma subnitescens ingår i släktet Mionochroma och familjen långhorningar. Inga underarter finns listade i Catalogue of Life.